# Ida Daedelow
Ida Katharina Daedelow (* 28. August 2007 in Köln) ist eine deutsche Fußballspielerin. Seit 2019 gehört sie Bayer 04 Leverkusen – nunmehr der ersten Mannschaft in der Bundesliga – an.

## Karriere

### Vereine
Daedelow begann beim SC Blau-Weiß 06 Köln mit dem Fußballspielen und gehörte dem Verein bis ins Jahr 2019 an. Danach wechselte sie in das Mädchenteam von Bayer 04 Leverkusen und spielte – nach Durchlaufen der Altersklassen U13 und U15 – zuletzt von 2021 bis 2024 in der Staffel West/Südwest der B-Juniorinnen-Bundesliga. In dieser Zeit bestritt sie 31 Punktspiele, in denen ihr neun Tore gelangen sowie drei Spiele in der Endrunde um die Deutsche B-Juniorinnen-Meisterschaft 2023. Nach ihrem letzten Spiel am 27. April 2024 kam sie am 5. Mai 2024 (23. Spieltag) beim 3:2-Sieg über die zweite Mannschaft des FSV Gütersloh 2009 im Heimspiel der zweiten Mannschaft von Bayer 04 Leverkusen zu ihrem Seniorinnendebüt in der drittklassigen Regionalliga West; sie wurde zur zweiten Spielzeit für Torhüterin Anne Moll eingewechselt und erzielte eine Minute später das Tor zum 1:1(!). An den nachfolgenden zwei Spieltagen wurde sie ebenfalls eingesetzt.
Am 20. Juli 2024 wurde sie vom Verein mit ihrem ersten Profivertrag – mit einer Laufzeit bis zum 30. Juni 2025 – ausgestattet. Am 12. Oktober 2024 kam sie zu ihrem Pflichtspieldebüt für die erste Mannschaft und damit auch zu ihrer Bundesligapremiere. Das am 6. Spieltag bei Werder Bremen ausgetragene Punktspiel, in dem sie in der 46. Minute für Sofie Zdebel eingewechselt wurde, endete 1:1 unentschieden.

### Auswahl- / Nationalmannschaft
Daedelow kam als Spielerin der Auswahlmannschaft des Fußball-Verbandes Mittelrhein der Altersklasse U16 (2022 und 2023) und U19 (2024) in jeweils drei Spielen im Turnier um den DFB-Länderpokal an der Sportschule Wedau in Duisburg zum Einsatz.
Als Nationalspielerin für den DFB bestritt sie für die U16-Nationalmannschaft in einem Zeitraum von zwei Jahren sieben Länderspiele. Ihr Debüt erfolgte am 1. Februar 2023  beim 3:2-Sieg im Elfmeterschießen gegen die U16-Nationalmannschaft Englands im Rahmen des UEFA Development Tournament im portugiesischen Vila Real de Santo António. Bei der 1:2-Niederlage gegen die U16-Nationalmannschaft an selber Stätte und zwei Tage später wurde sie ebenfalls eingesetzt.
Des Weiteren bestritt sie vom 19. November 2022 bis zum 11. Mai 2023 fünf in Freundschaft ausgetragene Länderspiele (3 S, 1 U, 1 N), wobei ihr in ihrem vierten am 8. Juni 2023 beim 3:1-Sieg über die U16-Nationalmannschaft Österreichs in St. Pölten mit dem Treffer zur 1:0-Führung in der 13. Minute ihr erstes Länderspieltor gelang.

## Erfolge
- Deutscher B-Juniorinnen-Meister 2023
- Staffelsieger West 2023 der B-Juniorinnen-Bundesliga